# Baragwanathia
Baragwanathia es un género de plantas extintas de la división Lycopodiophyta cuyos reperesentantes vivieron desde el Silúrico al Devónico Temprano (423 a 398 millones de años). Los fósiles de plantas de este género se han encontrado en Australia, Canadá y China. El nombre deriva de William Baragwanath, quien fuera director del Instituto Geológico y Minero victoriana en el momento del descubrimiento

## Descripción
Baragwanathia era una planta vascular y terrestre, que puede interpretarse como un licopodio primitivo. Se diferencia de otros taxones como Asteroxylon por la presencia de tejido vascular en las hojas, ya que Asteroxylon tenía enaciones sin tejido vascular. Los esporangios se hallaban en las axilas de las hojas y se disponían formando un espiral. En comparación, el género estrechamente relacionado del mismo período Drepanophycus presentaba sus esporangios en la superficie superior en hojas especializados conocidas como esporofilas. Baragwanathia tenía tallos que varían en diámetro y la longitud (hasta unos pocos cm de diámetro y unos pocos metros de la longitud). Eran plantas erectas o arqueadas y estaban provistos de raíces adventicias que surgían directamente de tallos foliosos postrados. Al igual que en Asteroxylon el paquete vascular de los tallos era una actinostela exarca, con un arreglo en forma de estrella de traqueidas de un anillo primitivo o tipo helicoidal. Las hojas eran microfilos de 1-2 cm de largo con un solo hilo vascular prominente, dispuestas en espiral sobre el tallo. Los esporangios se disponían en las axilas de las hojas, más anchos que largos, dehiscente por una hendidura orientada transversalmente.